# Hypericicoccus hyperici
Hypericicoccus hyperici är en insektsart som först beskrevs av Ferris 1955.  Hypericicoccus hyperici ingår i släktet Hypericicoccus och familjen filtsköldlöss. Inga underarter finns listade i Catalogue of Life.